# Euphonie
Die Euphonie, auch Eufonie geschrieben, (über das lateinische euphonia aus dem griechischen εὐφωνία euphōnía entlehnt, für „guter/schöner Laut/Ton“, „gute/schöne Stimme“ oder auch „Wohlklang“) bezeichnet in der Musik-, Literatur- und Sprachwissenschaft einen Wohlklang oder Wohllaut.

## Beispiele für Euphonie in der Linguistik
In der Linguistik sind es Lauteinschübe in Wörtern, denen ein euphonischer Charakter zugeschrieben wird. Ein Beispiel aus der deutschen Sprache ist das t in dem Wort hoffen-t-lich. Das -t- ist nur aus Gründen des Wohlklanges und zur Erleichterung der Aussprache eingeschoben worden. Ein anderes Beispiel ist das -n- in Wörtern wie amerika-n-isch, wo es der Vermeidung eines Hiats, also der Verhinderung der unmittelbaren Folge von zwei Vokalen, dient.
In der Regel sind diese sogenannten Lauteinschübe (Epenthesen) nicht im strikten Sinn etymologisch begründbar, weshalb neben dem leichteren Sprechfluss eben der verbesserte Wortklang als mögliche Begründung herangezogen wird (vergleiche hierzu auch die Liaison im Französischen).

## Euphonie in der Musik und im Sprachgebrauch
Zur besseren Erbauung wird bei Musikdarbietungen oft eine Euphonie angestrebt. Ähnliches gilt bei der Wortauswahl im alltäglichen Sprachgebrauch.
Das Gegenteil einer Euphonie ist eine Kakophonie.